# Le Berceau (Fragonard)
Pour les articles homonymes, voir Le Berceau et Berceau (homonymie).
Le Berceau est un tableau du peintre Jean-Honoré Fragonard réalisé en 1760-1765 et conservé au Musée de Picardie à Amiens.

## Historique
Influencé par l’art de Rembrandt, Jean-Honoré Fragonard fut l’un des grands noms de la peinture de genre au XVIIIe siècle  français. Ce tableau s’inscrit dans un courant de pensée du siècle des Lumières : l'intérêt des lettrés et des artistes pour la petite enfance. Ses représentations se firent plus intimes et empreintes de tendresse. Le Berceau de Fragonard montre une scène de bonheur familial emblématique du XVIIIe siècle.
Le tableau est entré dans les collections du Musée de Picardie par un don des frères Lavallard, en 1890.

## Caractéristiques
Cette œuvre est caractéristique de la manière spontanée de Fragonard, on y retrouve l’influence du maître hollandais dans l’utilisation du clair-obscur et les tons chauds. 
Un berceau avec un nouveau-né, sur lequel se penchent deux jeunes enfants (sans doute ses frère et sœur) à gauche dans un hamac, la mère avec un autre enfant et dominant les deux êtres, une autre femme. À l'arrière plan, un bahut avec de la vaisselle. La lumière éclaire les adultes et le berceau sur lequel une couverture rouge vient donner un peu de vivacité dans cet intérieur aux tons neutres. Le bonheur familial transparait dans la scène ainsi représentée.